# Manaíra (João Pessoa)
Manaíra é um bairro nobre da Zona Leste do município de João Pessoa, capital do estado da Paraíba.
Limita-se com o bairro de Tambaú ao sul pela Avenida Senador Rui Carneiro, ao norte com o bairro do Aeroclube e Jardim Oceania (Bessa) pela Avenida Governador Flávio Ribeiro Coutinho (Retão de Manaíra), ao oeste com o "bairro" São José, através da divisão natural do Rio Jaguaribe  e  posteriormente com o bairro João Agripino e a BR-230, a conhecida Transamazônica, e a leste com o Oceano Atlântico.
O bairro possui área comercial, vários restaurantes, lanchonetes, hotéis, supermercados e lojas de vários segmentos, excelentes colégios de ensino fundamental e médio, várias praças arborizadas e possuindo uma orla marítima (Praia de Manaíra). Apresenta densa verticalização (é o mais verticalizado de João Pessoa) e ainda é muito procurado pelas construtoras.[carece de fontes?] É um dos bairros com melhor IQV (Índice de qualidade de vida) do estado.[carece de fontes?].